# Silnice III. třídy

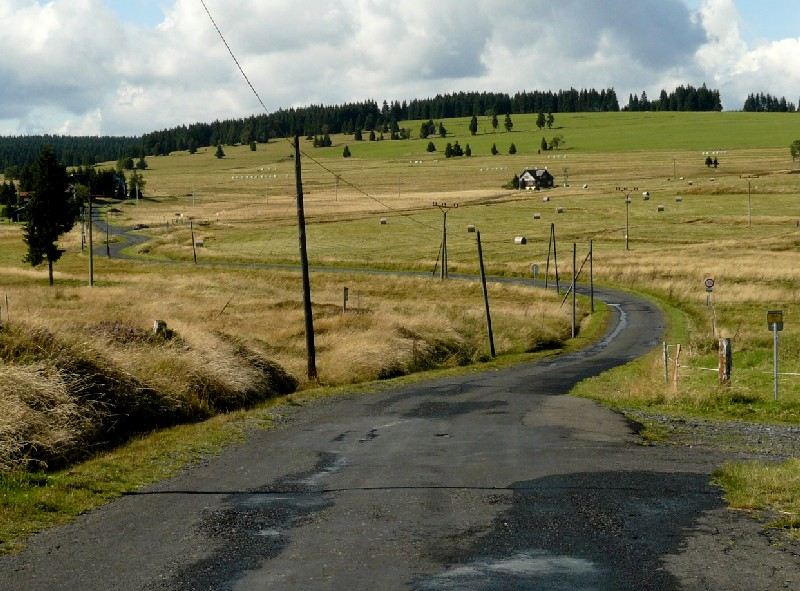
Silnice III/23012 u Přebuzi na Sokolovsku

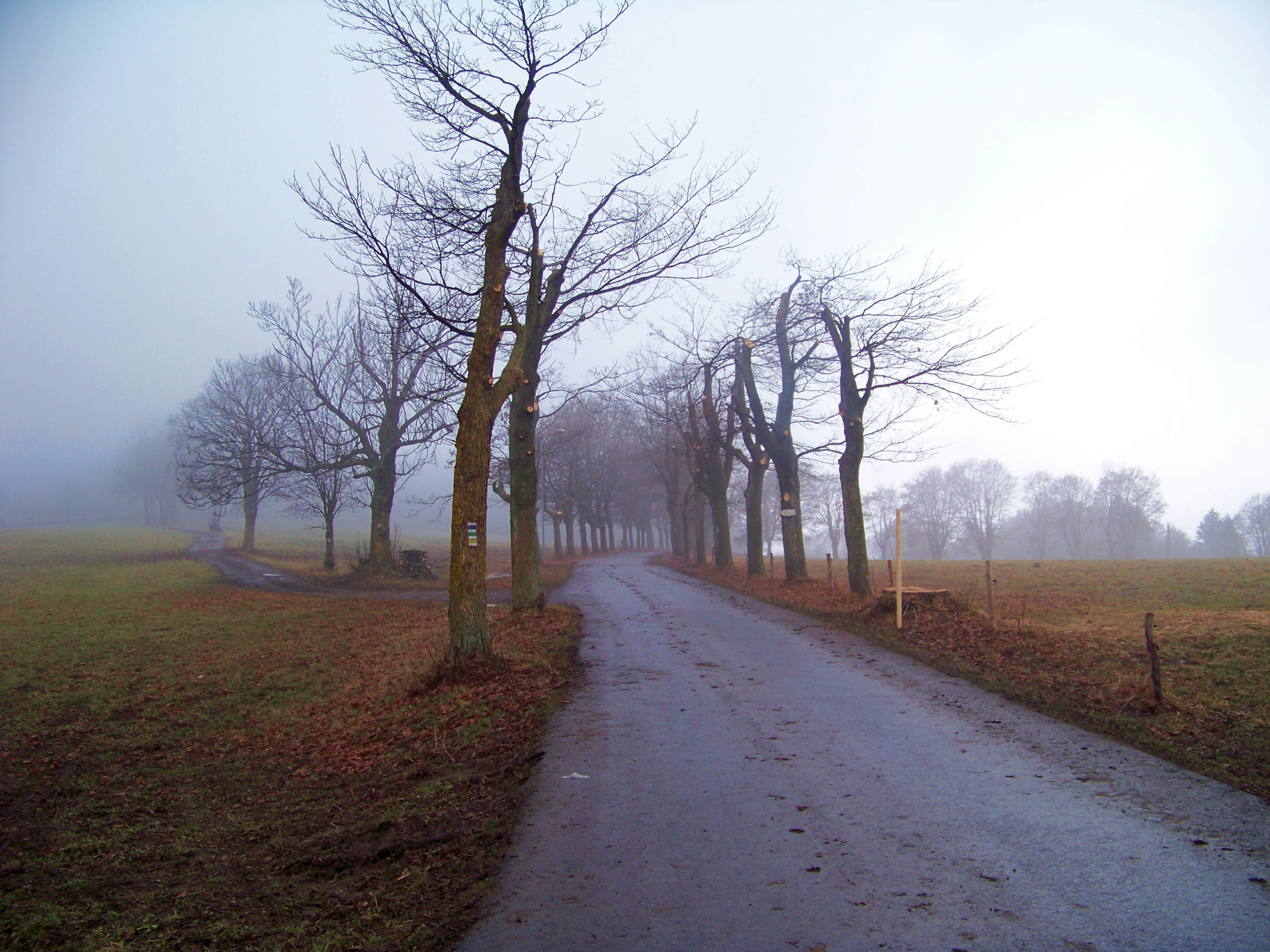
Silnice III/29052 z Příchovic k Desné v Jizerských horách

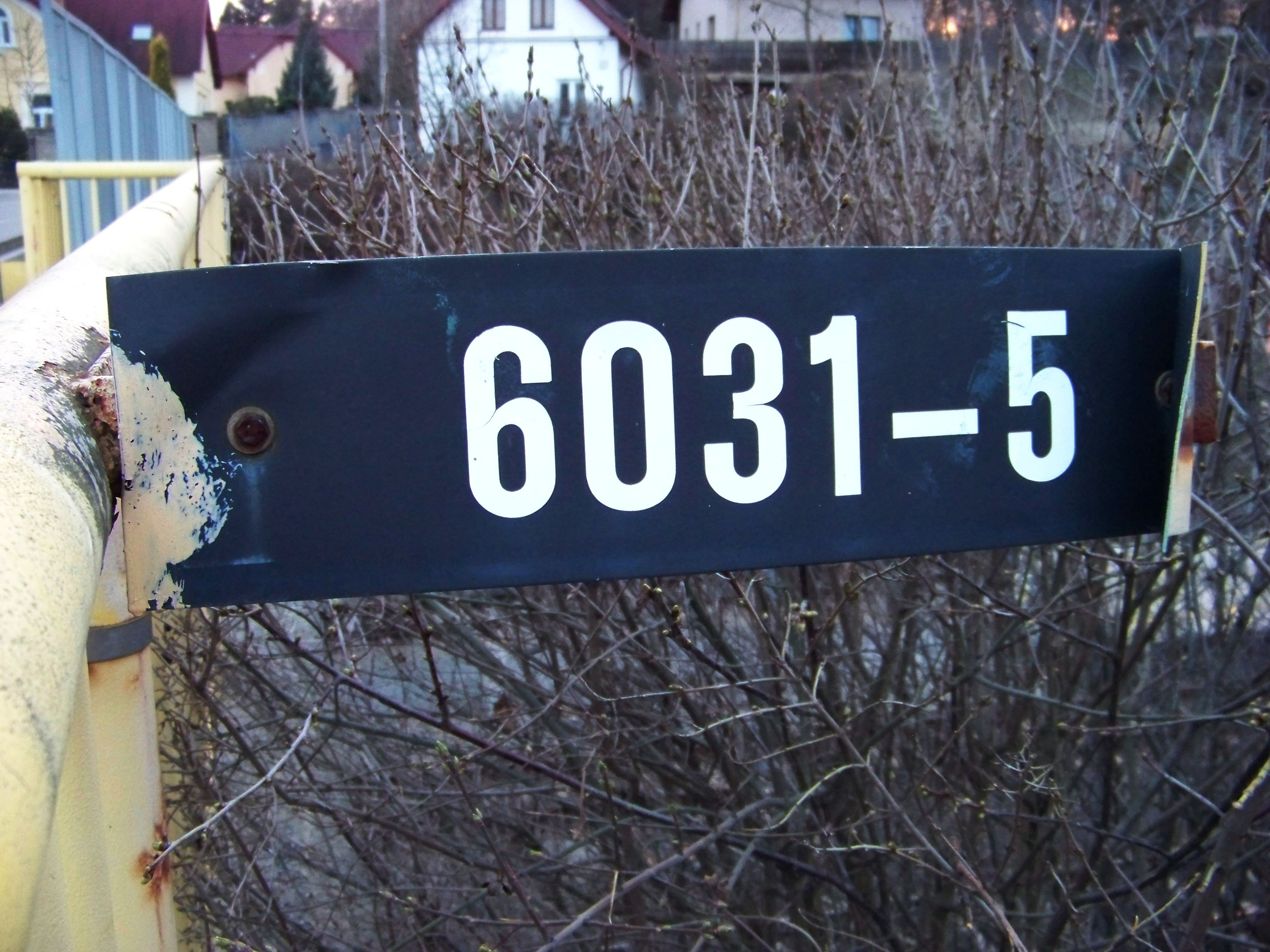
Tabulky s evidenčním číslem mostů obsahují číslo silnice před pomlčkou, například tento most v Senohrabech je součástí silnice III/6031.

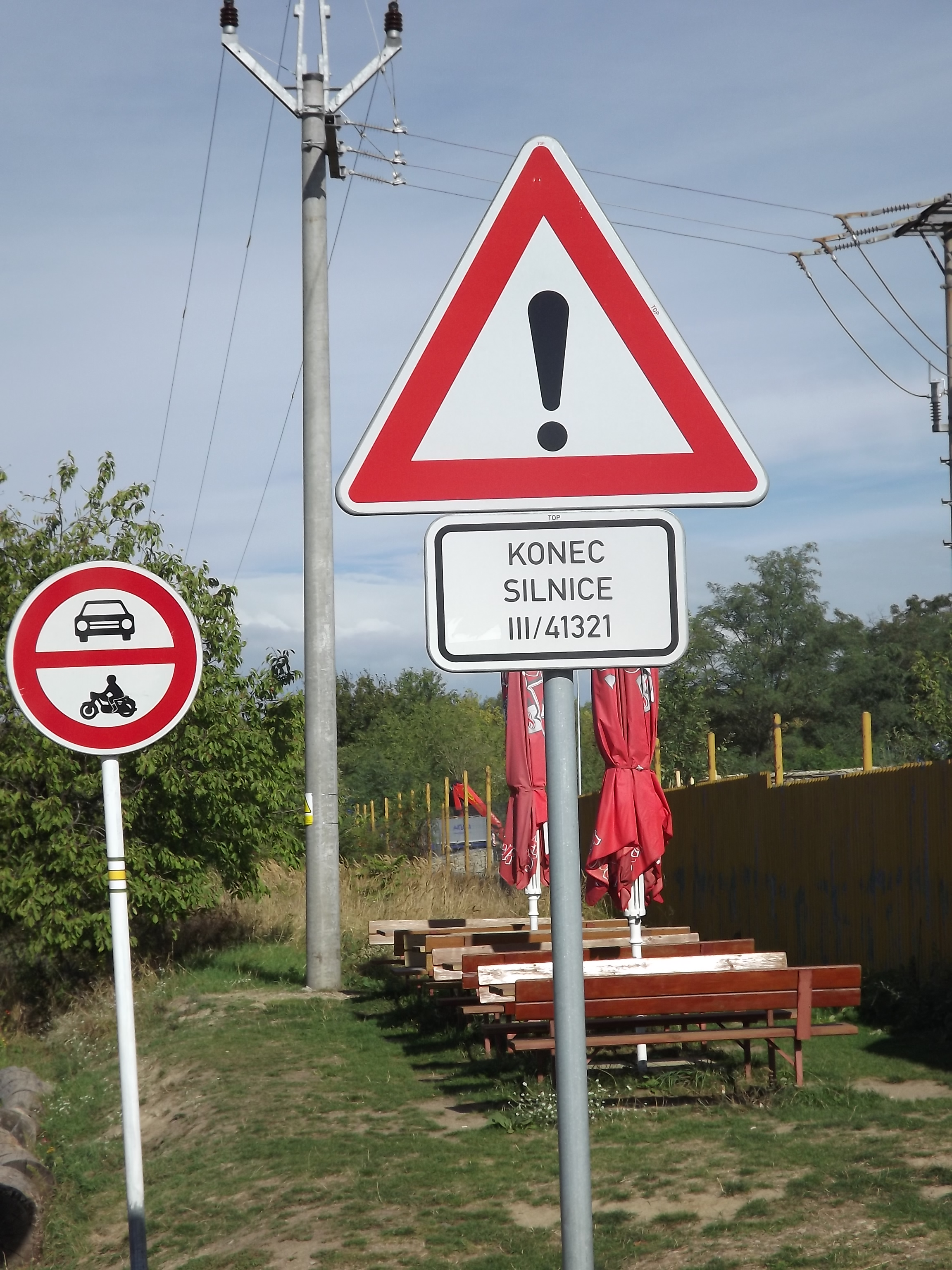
Výjimečný případ, kdy je číslo silnice III. třídy použito na dopravním značení

Silnice III. třídy existují v České republice a na Slovensku v návaznosti na československý systém klasifikace silnic, zavedený na základě silničního zákona č. 135/1961 Sb. V Česku jsou podle zákona o pozemních komunikacích (č. 13/1997 Sb., § 5) určeny k vzájemnému spojení obcí nebo jejich napojení na ostatní pozemní komunikace. Jde o nejnižší kategorii silnic (obecní komunikace od roku 1961 již nespadají do pojmu silnice). Silnice III. třídy (z historických důvodů tradičně nazývané okresní silnice), stejně jako silnice II. třídy, musí v České republice na základě zákona o pozemních komunikacích vlastnit kraj, na jehož území se silnice nachází. Podobný systém kategorizace a právní úprava platí i na Slovensku. 

## Historie
Silnice III. třídy svým významem zhruba odpovídají okresním silnicím v českých zemích a vicinálním silnicím na Slovensku v době Rakouska-Uherska. Správa okresních silnic byla legislativně upravena v roce 1864 v Čechách, v roce 1877 na Moravě a v roce 1887 ve Slezsku. Na Moravě a ve Slezsku neexistovaly zemské silnice, ale okresní silnice měly dvě třídy, první a druhou. Za první republiky bylo na základě tzv. inkameračního programu mnoho okresních silnic převedeno do sítě státních silnic, čímž byla vyrovnána hustota státních silnic v jednotlivých regionech. Zákonem 147/1949 Sb. byly dosavadní zemské, okresní a vicinální silnice (a některé další veřejné silnice a cesty stanovené ministerstvem techniky) zestátněny bez náhrady. Tentýž zákon v § 3 stanovil, že se státní silnice dělí na tři třídy podle důležitosti, kterou mají pro dopravu, a zmocnil ministerstvo techniky, aby zařadilo státní silnice do jednotlivých tříd vyhláškou v Úředním listě, a to v dohodě s ministerstvy národní obrany a dopravy a po slyšení příslušných krajských a okresních národních výborů. Dne 23.12.1949 byla v Úředním listu republiky Československé č. 209/1949 na straně 1339 vydána vyhláška Ministerstva techniky o převzetí a roztřídění silnic č. 1199/1949 Ú.l.I, která s účinností od 1.1.1950 silnice roztřídila do tří tříd a očíslovala, přičemž za základ vzala číslování silnic I. třídy z roku 1946. 
V Česku zákonem č. 132/2000 Sb., jímž byl novelizován zákon č. 13/1997 Sb., o pozemních komunikacích, v souvislosti se zřízením samosprávných krajů přešly silnice II. a III. třídy ke dni 1. října 2001 z vlastnictví státu do vlastnictví krajů. Rovněž na Slovensku přešly silnice 2. a 3. třídy do vlastnictví samosprávných krajů.

## Číslování
V původním československém číslování se označují čtyřmístným až pětimístným číslem, které je odvozeno z čísla nejbližší silnice I. nebo II. třídy. Číslo silnice může být doplněno indexem malým písmenem. Ve správních dokumentech a jiných textech se obvykle před číslo silnice přidává ještě římské číslo III oddělené lomítkem. Na Slovensku byla původní čtyřmístná a pětimístná označení ve výstupech ze silniční databanky doplněna na šestimístná, souběžně se však používalo i staré číslování. Od 1. května 2015 byly silnice III. třídy kompletně přečíslované na zcela nová čtyřmístná čísla, přičemž jednotlivým okresům je přiřazen číselný interval. V Česku zůstalo zachováno původní československé číslování. 
V původním československém číslování první tři číslice značí, od které silnice vyšší třídy je číslo silnice III. třídy odvozeno, tj. je-li silnice III. třídy přiřazena k některé ze silnic I. třídy, pak její číslo začíná jednou či dvěma nulami, například číslo silnice III/00312 je odvozeno od silnice I/3 nebo číslo silnice III/03514 je odvozeno od silnice I/35. Čtvrtá, případně čtvrtá a pátá číslice označuje pořadové číslo v rámci silnic III. třídy přiřazených ke stejné silnici vyšší třídy, tj. například po silnici III/2409 následuje silnice III/24010 a obě jsou přiřazeny k silnici II/240. V případě změny kategorie, čísla nebo vedení silnice I. nebo II. třídy, od které jsou odvozena čísla silnic III. třídy, se zpravidla čísla silnic III. třídy kvůli tomu nemění a těmto změnám se nepřizpůsobují. 
V některých případech se za číslem silnice uvádí ještě písmenný index tvořený malým písmenem bez diakritiky z rozmezí „a“ až „z“. U silnic III. třídy se index považuje za součást čísla silnice a větev s tímto indexem se považuje za samostatnou silnici, nikoliv za součást silnice s daným číslem bez indexu. Index „h“ až „z“ kromě „n“ se používá k označení tahů na předběžně vložených směrově nedělených částech silničních tahů, tj. tahů evidovaných v datové základně silniční sítě ještě před rozhodnutím ministerstva dopravy o změně v silniční síti.

## Značení a použití čísel
Zatímco čísla dálnic a silnic I. a II. třídy se vždy uvádějí i na dopravních značkách (samostatně nebo na směrových ukazatelích), čísla silnic III. třídy se na dopravním značení v Česku (oproti Slovensku) obvykle neuvádějí. Používají se spíše jen v evidenci, dále například v některých mapách, ve správních rozhodnutích týkajících se dotyčných silnic a podobně. Vyhláškou č. 294/2015 Sb. byly dosavadní dopravní značky pro silnici I. třídy a silnici II. třídy nahrazeny značkou IS16b Číslo silnice, která má shodné provedení, avšak je u ní poznámka, že označení silnic třetí třídy se na značce zpravidla nepoužívá.  
Na některých místech v Česku se modrá tabulka s neobvykle dlouhým číslem objevovala už v 90. letech, hlavně v okrese Frýdek-Místek.[zdroj?] V terénu je značena např. silnice III/0462 (stará silnice č. 46 podél D46). Číslo silnice je též součástí identifikačních čísel, jimiž jsou označeny některé objekty na komunikaci (mosty, tunely, železniční přejezdy ap.).

## Mapování
Na běžných obecných mapách a automapách se u silnic III. třídy v Česku čísla neuvádějí, jelikož nebývají značena ani v terénu. 
OpenStreetMap zapracoval trasy všech silnic v České republice do února 2009. Zatímco silnice I. a II. třídy importoval odjinud, silnice III. třídy zpracoval úsilím vlastních uživatelů.
Oficiální mapa silnic III. třídy s evidenčními čísly, s kilometrovými značkami staničení a čísly mostních objektů je dostupná například na Národním geoportálu Inspire v mapové kompozici Doprava / ŘSD – silniční a dálniční síť ČR. Po kybernetickém útoku na data ŘSD dne 17. května 2022 přestala fungovat i vrstva silniční sítě na národním geoportálu, ŘSD jako náhradní řešení za nefunkční geoportál zveřejnilo na webu mapu silniční a dálniční sítě k 1. 7. 2022 (a tento dočasný stav trval ještě začátkem února 2023).
Číslování silnic III. třídy je též obsaženo též na mapovém portálu Integrovaného záchranného systému, kde však v konfiguraci pro veřejnost u silnic III. třídy chybí staničení a nejsou značeny mostní objekty.

## Česko

### Síť silnic III. třídy v Česku
K 1. lednu 2013 bylo v České republice evidováno 34 172,3 km silnic III. třídy (k 1. lednu 2005 to bylo 34 128 km).
K 1. lednu 2022 bylo v České republice evidováno 8432 silnic III. třídy (větve rozlišené písmennými indexy jsou v tomto počtu započítány samostatně) o celkové délce 34 060,034 km.
Délka silnic III. třídy k 1. lednu 2013 podle krajů:
- hlavní město Praha: 0 km
- Středočeský kraj: 6248,2 km
- Jihočeský kraj: 3818,9 km
- Plzeňský kraj: 3095,8 km
- Karlovarský kraj: 1354,1 km
- Ústecký kraj: 2754,6 km
- Liberecký kraj: 1591,5 km
- Královéhradecký kraj: 2419,8 km
- Pardubický kraj: 2219,7 km
- Kraj Vysočina: 2935,5 km
- Jihomoravský kraj: 2416,8 km
- Olomoucký kraj: 2170,1 km
- Zlínský kraj: 1252,6 km
- Moravskoslezský kraj: 1894,7 km

Hustota silnic v České republice je 0,7 km silnic na 1 km² plochy území.
Na silnicích III. třídy se k 1. lednu 2013 nacházelo 8075 mostů, 886 podjezdů a 1665 železničních přejezdů.
Podle evidence k 1. lednu 2022 evidovaná délka žádné silnice III. třídy v České republice nepřesahovala 30 kilometrů. Nejdelší evidovaná silnice III. třídy byla silnice III/34740 (Havlíčkův Brod – Lipnice nad Sázavou – Ledeč nad Sázavou) o délce 29,696 km, pouze 3 silnice III. třídy jsou delší než 25 km.  
Podle evidence k 1. lednu 2022 nejkratší silnicí je silnice III/4876, což je spojka ze silnice II/487 k železniční zastávce Huslenky zastávka, s evidovanou délkou 24 metrů (navazující komunikace podél trati k nádražní budově není součástí silnice). Celkem 34 silnic III. třídy je kratších než 100 metrů, z toho 14 silnic jsou úseky s písmenným indexem za číslem silnice. 
Průměrná délka silnice III. třídy podle evidence k 1. lednu 2022 je 4,039 km, medián délky silnice III. třídy je 2,985 km.

### Stavební charakteristika
Silnice I. třídy mají mít šířku koruny vozovky 9,5–24,5 metru a návrhovou rychlost v rozsahu 70–100 km/h, silnice II. třídy šířku koruny vozovky 7,5–9,5 m a návrhovou rychlost 50–80 km/h, silnice III. třídy šířku koruny vozovky 4–7,5 m a návrhovou rychlost 30–70 km/h. Platí na nich ale stejná maximální povolená rychlost jako na jiných silnicích (tj. 90 km/h), pokud není omezena dopravním značením.

### Právní úprava v Česku
Silniční ochranné pásmo k ochraně silnice III. třídy a provozu na ní mimo souvisle zastavěné území obcí tvoří prostor ohraničený svislými plochami vedenými do výšky 50 m ve vzdálenosti 15 m od osy vozovky nebo od osy přilehlého jízdního pásu – což je shodné vymezení jako u silnic II. třídy a místních komunikací II. třídy.
Působnost silničních správních úřadů je pro silnice III. třídy stanovena shodně jako pro silnice II. třídy. Krajský úřad rozhoduje o zařazení silnice do třídy, se souhlasem ministerstev dopravy a obrany rozhoduje o zrušení silnice II. nebo III. třídy, rozhoduje o zvláštním užívání těchto silnic nadměrnými vozidly apod. v rámci kraje a uplatňuje své stanovisko v územně plánovací dokumentaci a v územním řízení ohledně těchto silnic. Obecní úřad obce s rozšířenou působností vykonává působnost speciálního stavebního úřadu ve věcech silnic II. a III. třídy a projednává správní delikty ve věcech silnic. Obecní úřad obce s rozšířenou působností stanoví na silnici II. a III. třídy, místní komunikaci a na veřejně přístupné účelové komunikaci místní a přechodnou úpravu provozu (tj. dopravním značení) a užití zařízení pro provozní informace.
Běžná prohlídka, kterou se zjišťuje především správná funkce dopravního značení, bezpečnostního zařízení a závady ve sjízdnosti (schůdnosti), se na silnicích III. třídy má provádět jednou měsíčně (na silnicích II. třídy dvakrát měsíčně). Pro účely zimní údržby jsou dopravně významné silnice III. třídy zařazeny do II. pořadí (ošetření do 6 hodin od výjezdu sypačů) a ostatní silnice III. třídy do III. pořadí (ošetření do 12 hodin). Jarní čištění musí na silnicích II. a III. třídy proběhnout nejpozději do 31. května, podzimní čištění (zaměřené na průchodnost odvodnění vzhledem ke spadanému listí) do 30. listopadu.

## Slovensko
Na Slovensku bylo k 1. 1. 2016 evidováno 10 363 km silnic III. triedy, tj. 57,5 % délky z 18 031 km všech silničních komunikací. Při přečíslování na čtyřmístná čísla k 1. 5. 2015 bylo na Slovensku evidováno 2106 silnic III. třídy. 
Podle STN 73 6101 je základní kategorie pro silnice III. triedy C7,5/70,60,50. V návaznosti na požadovanou kapacitu je možno podle téže STN uvažovat i o kategorii C11,5/80,70,60 nebo C9,5/80,70,60 a naopak výjimečně s nižší kategorií C6,5/60,50. 